# Список дипломатических миссий Сомали

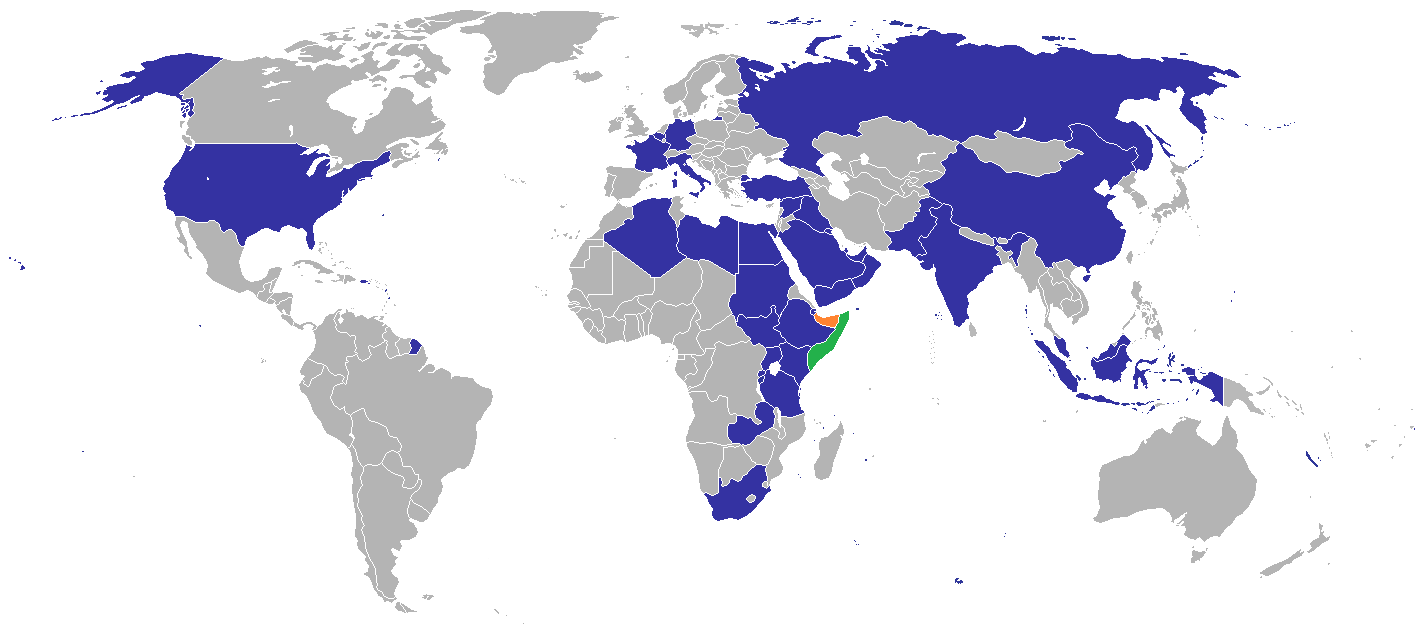
Дипломатические миссии Сомали

Список дипломатических миссий Сомали — перечень дипломатических миссий (посольств) и генеральных консульств Сомали в странах мира (не включает почётных консульств).

## Европа

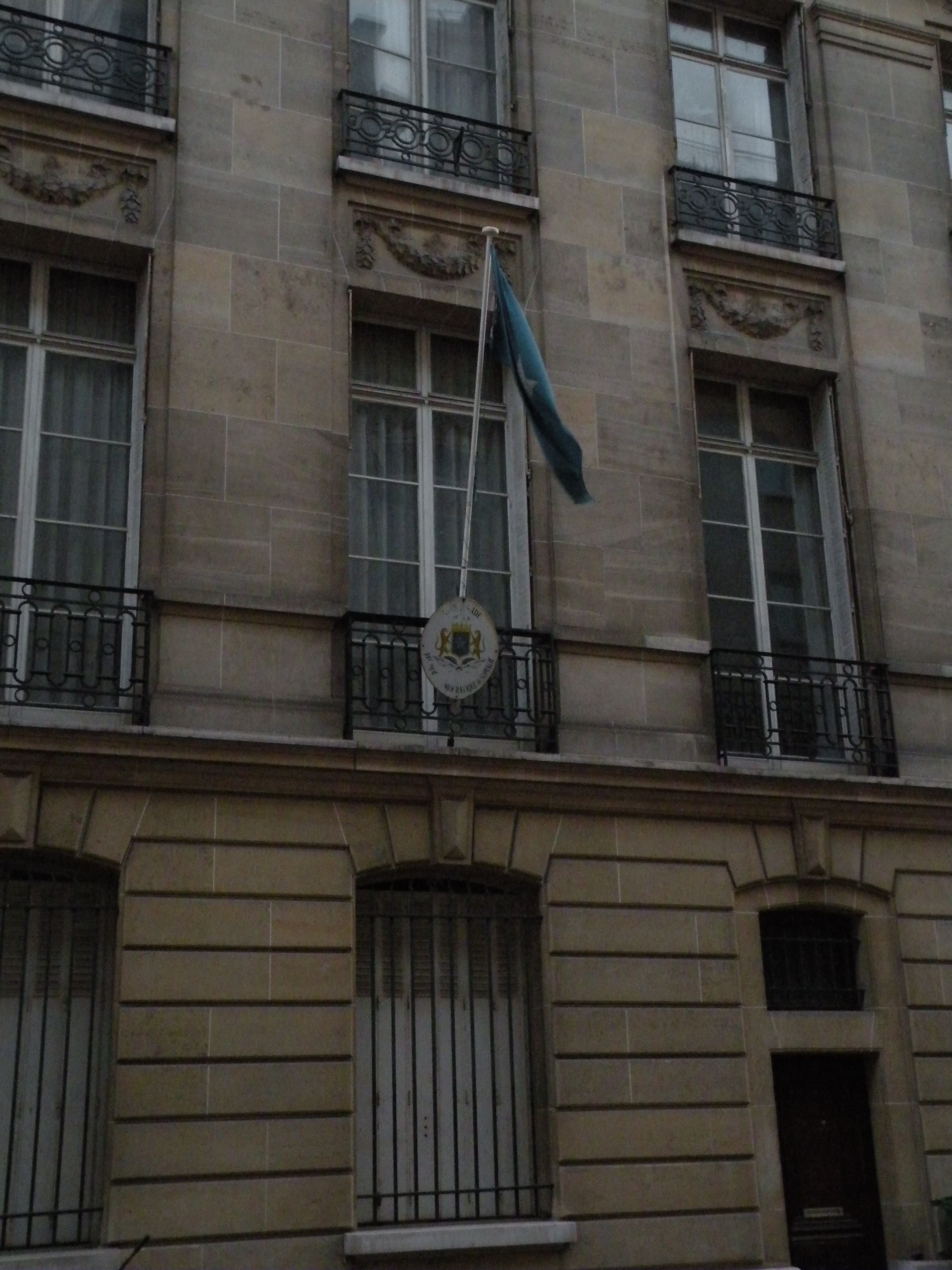
Посольство Сомали в Париже

- Германия
  - Берлин {(посольство)}

- Италия
  - Рим {(посольство)}

- Россия
  - Москва (посольство)

- Франция
  - Париж {(посольство)}

## Азия
- Китай
  - Пекин [(посольство)

- Индия
  - Нью-Дели [(посольство)]

- Индонезия
  - Джакарта {(посольство)}

- Пакистан
  - Исламабад {(посольство)}

## Средний Восток
- Катар
  - Доха {(посольство)}

- Кувейт
  - Кувейт (посольство)
- ОАЭ
  - Абу-Даби {(посольство)
  - Дубай (генеральное консульство)

- Оман
  - Маскат{(посольство)}

- Саудовская Аравия
  - Эр-Рияд {(посольство)
  - Джидда (генеральное консульство)

- Йемен
  - Сана (посольство)
  - Аден (генеральное консульство)

- Сирия
  - Дамаск (посольство)

- Иран
  - Тегеран {(посольство)}

- Турция
  - Анкара {(посольство)}

## Африка
- Египет
  - Каир {(посольство)}
- Кения
  - Найроби (посольство)
- Ливия
  - Триполи (посольство)
- Судан
  - Хартум (посольство)
- Уганда
  - Кампала (посольство)
- Джибути
  - Джибути (посольство)
- Эфиопия
  - Аддис-Абеба [(посольство)]

## Международные организации
- Женева (делегация при ООН)
- Нью-Йорк (делегация при ООН)